# آر. س. أوينز
آر. س. أوينز (بالإنجليزية: R. C. Owens)‏ هو لاعب كرة قدم أمريكية أمريكي، ولد في 12 نوفمبر 1934 في شريفبورت في الولايات المتحدة، وتوفي في 17 يونيو 2012 في مانتيكا في الولايات المتحدة.

## وصلات خارجية
- آر. س. أوينز على موقع مرجع كرة القدم المحترفة.كوم (الإنجليزية)